# 森下健
森下 健（もりした たけし、1932年7月25日 - ） は日本の医学者・医師。専門は循環器内科学。元東邦大学医学部教授。学校法人東邦大学評議員。医療法人財団額田記念会額田記念病院院長。医学博士。

## 人物・来歴
静岡県出身。1952年、静岡県立静岡城内高等学校卒業。1962年、東邦大学医学部医学科卒業。1963年3月、東京船員保険病院にて実地修練修了。1963年4月、東邦大学内科学第一講座研究生。1965年3月、同講座助手。1970年9月、東邦大学医学部付属大森病院院長代行。1974年2月、同病院集中治療センター部長補佐。1977年7月、医学博士（東邦大学）。1979年2月、同講座講師。同年7月、同病院副院長。1983年7月、同講座助教授。1985年4月、同病院中央放射線部長。1988年9月、同講座教授。1998年3月、同大学定年退職。1998年4月から2006年3月まで特定医療法人財団互恵会総合病院大船中央病院院長。2006年6月、医療法人財団額田記念会額田記念病院院長。

## 主な著書
- 『症例でみる三次元心臓核医学検査』[4] 山崎純一 共著 メジカルビュー社 1994.4
- 『運動負荷Tl心筋シンチグラフィによるPTCAの評価』分担執筆 科学評論社
- 『臨床画像－肺・縦隔・心臓－』分担執筆 メジカルビュー社
- 『臨床放射線』分担執筆 金原出版
- 『Annual Review 循環器』分担執筆 中外医学社
- 『Progress in Laser Therapy』分担執筆 John Wiley & Sons